# Görög-ház
A marosvásárhelyi Görög-ház a Főtér északkeleti részén, a Szentgyörgy utca sarkán található műemlék épület. Mai formáját az 1830-as években nyerte el. 1849-ben Petőfi innen indult a segesvári csatába; ezt az épületen emléktábla is jelzi. Jelenleg a Hadsereg Háza (Cercul Militar).

## Története
A 18. században földszintesnek épült, barokk stílusjegyeket viselő sarokházat Görög József tulajdonos (valószínűleg elmagyarosodott görög kereskedő) 1827–1828 között két emelettel toldotta meg. A kereskedő halálakor az épület Szentgyörgy utcai része még befejezetlen volt, ezt a családfő özvegye és leszármazottjai fejezték be 1838-ban. A 19. század közepén ez volt a város egyik legmagasabb épülete; az emeleteken hivatalnokok laktak, a földszinten pedig üzletek működtek.
A ház sok bálnak, főúri rendezvénynek adott otthont. 1848–1849 között a Városi Tanács használta az épületet, mivel a régi Tanácsházat az 1848-as forradalom idején az osztrákok megrongálták, majd felgyújtották. 1849 júliusában itt szállt meg Petőfi Sándor, mielőtt a végzetes segesvári csatába indult volna. 1852-ben itt szállt meg I. Ferenc József. 1868-tól a Marosvásárhelyi Takarékpénztár székhelye volt, ezt jelképezi a homlokzatot díszítő méhkaptár dombormű, mint a takarékosság jelképe. Az 1868-ban alakult Takarékpénztár a város legrégibb és legtekintélyesebb magyar pénzintézete volt.
1884-ben Petőfi emlékére emléktáblát helyeztek el a ház homlokzatán: Itt még ember volt; innét indult ki nagy útra, Hogy csillag legyen ő, fénye örökre ragyog. 1912-ben az épület előtti téren állították fel a Petőfi-emlékoszlopot, ám ezt a román hatalomátvétel után megrongálták, később román katonai emlékművé alakították át, majd a második bécsi döntés alkalmából elmenekítették a városból.
Az 1948-as kommunista államosítás után a Görög-ház először gabonabegyűjtő központ lett, majd a Román Hadsereg tulajdonába került. Egy ideig az alagsorban működött a Fehér Ló vendéglő (nem összetévesztendő a Kossuth utcai Fehér ló fogadóval). 2017 végén az addig visszafogott színű épületet rikító sárga-narancs-kék színekre mázolták, mely a szakemberek és a városiak felháborodását váltotta ki. A polgármesteri hivatal felszólítására a tulajdonos az eredeti színekre festette újra az épületet.

## Leírása
Homlokzata neoklasszicista stílusú, középső részét oszlopfős pilaszterek fogják közre, fölöttük impozáns oromzattalal. Az első emeleti ablakokat háromszögletű szemöldökpárkányok díszítik. Az épület belsejében jól elkülöníthető a két építkezési időszak: a földszinti helyiségek metszett boltozatos mennyezetűek, az emeleteiek mennyezete sík.

## Képek

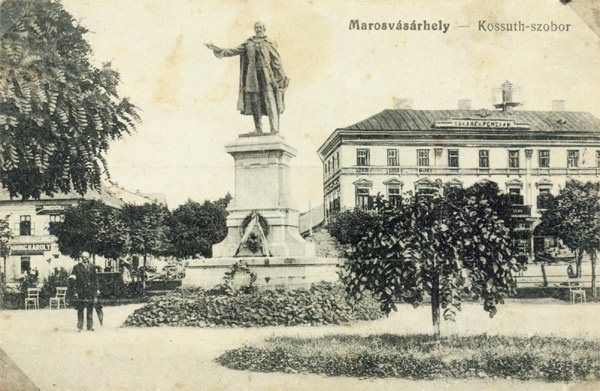
1900 körül (jobbra)
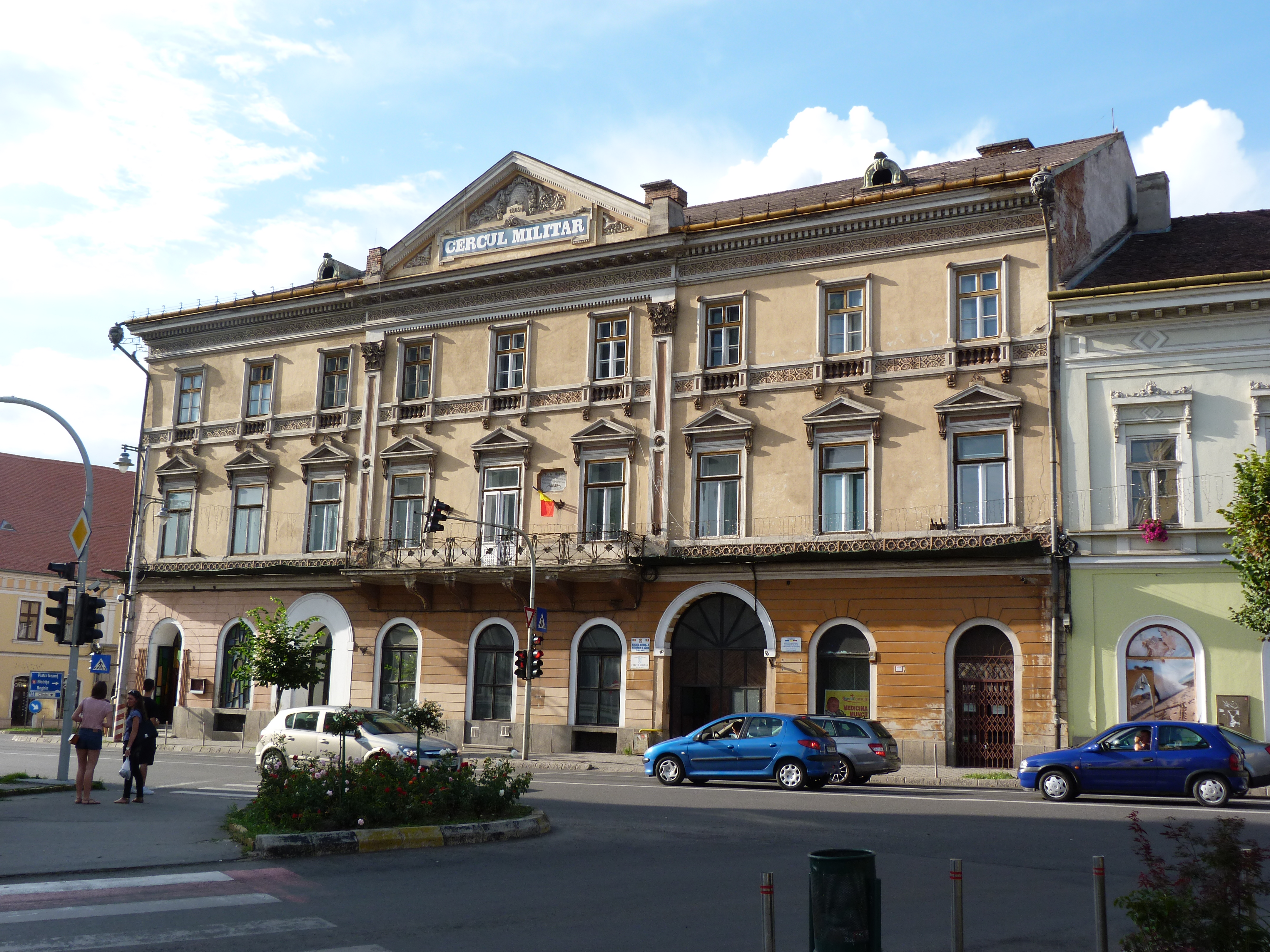
2013-ban
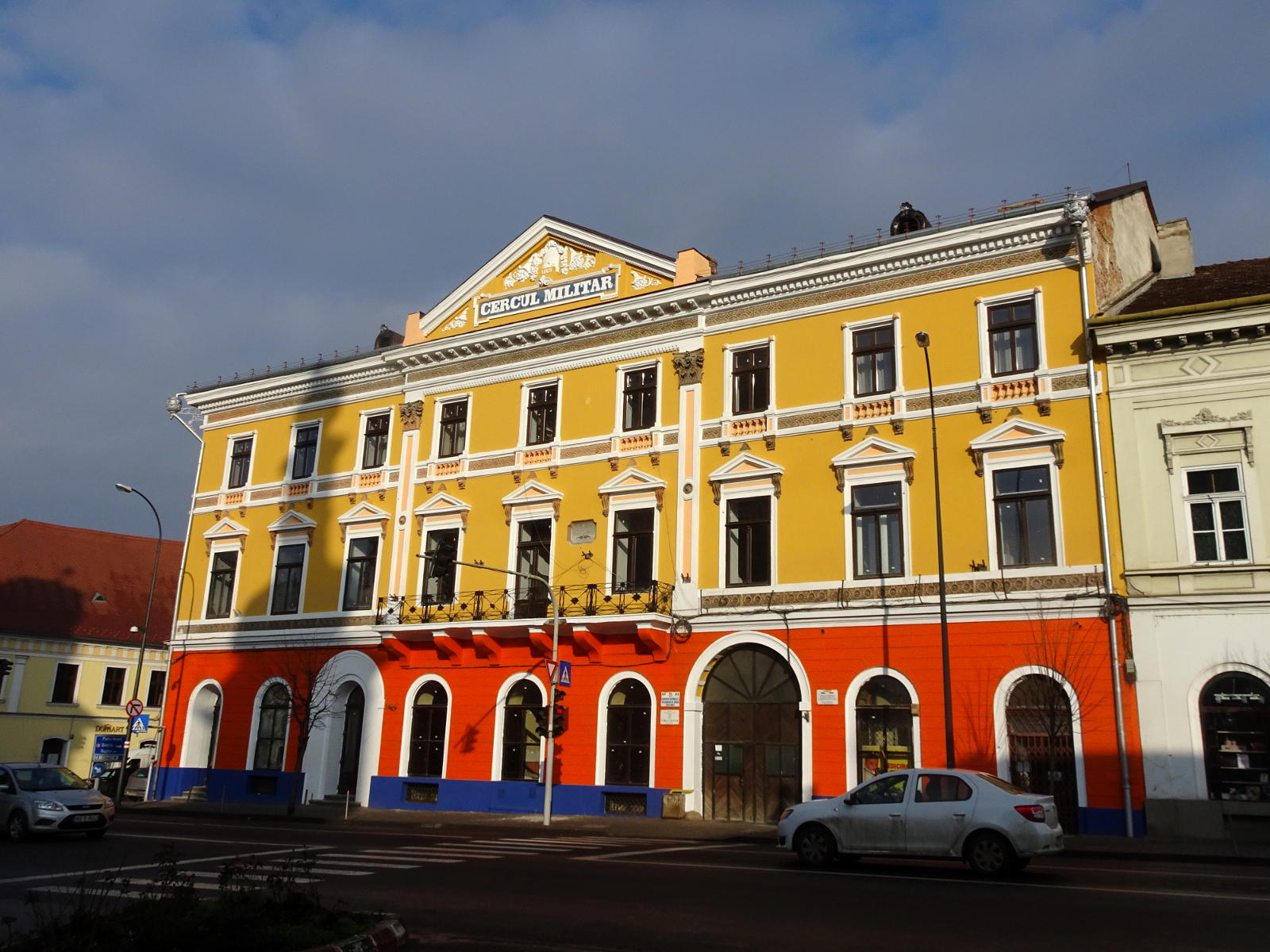
2017 végén
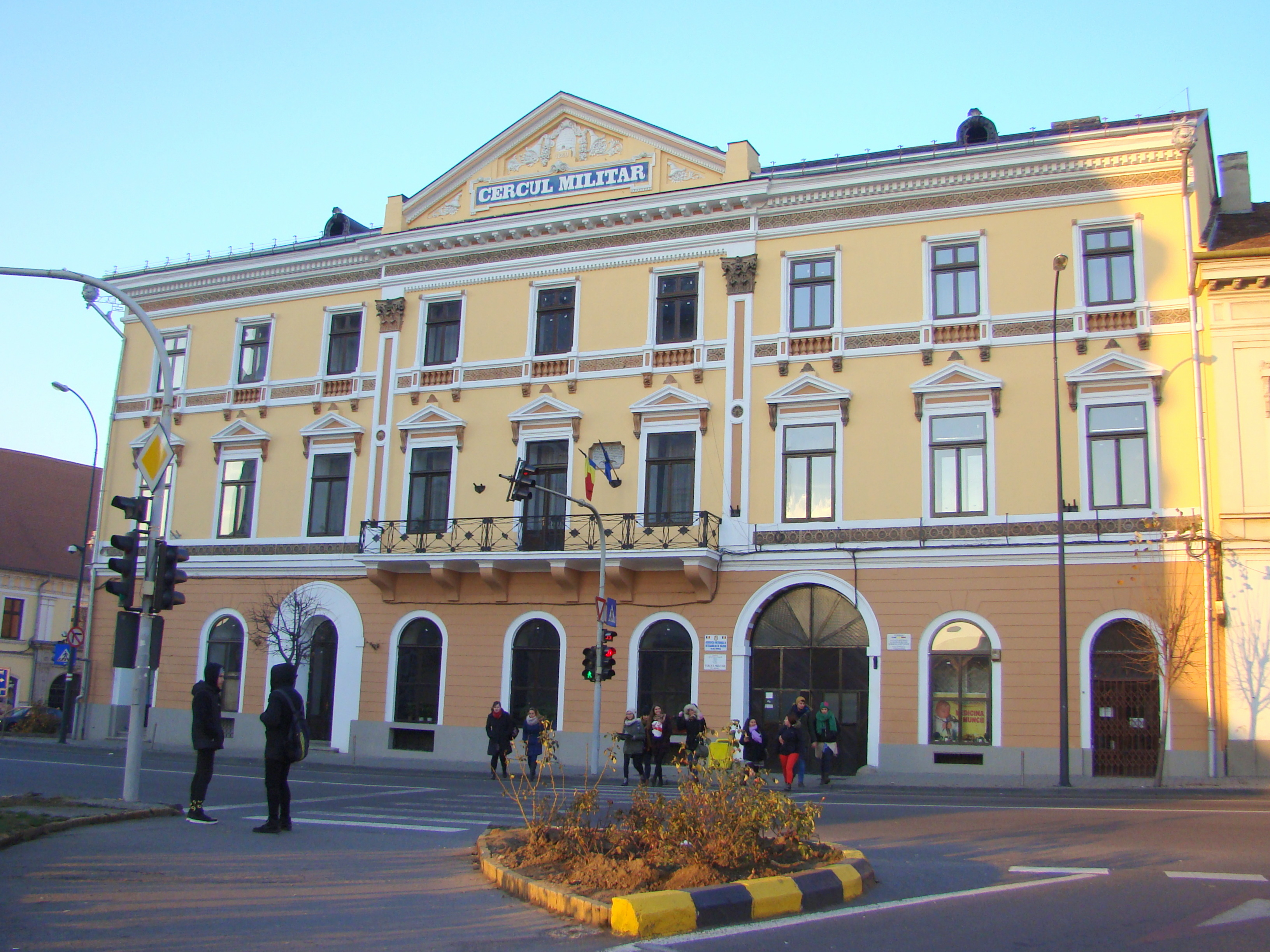
2018 végén